# Армяне в Белгороде-Днестровском
Армяне в Белгород-Днестровском (арм. Հայերը Բելգորոդ-Դնեստրովսկիում, укр. Вірмени у Білгороді-Дністровському) — армянская колония, проживавшая в Аккермане, ныне город Белгород-Днестровский (Украина).

## Население
Согласно данным ведомости за 1808 год, этнический состав населения города был следующим:
| Национальность               | % от общего числа жителей |
| ---------------------------- | ------------------------- |
| армяне                       | 38,2 %                    |
| греки                        | 18,9 %                    |
| украинцы, русские            | 14 %                      |
| болгары                      | около 10 %                |
| молдаване                    | 9,4 %                     |
| евреи, цыгане, поляки, турки | 9,5 %                     |

Как отмечает «Гeогpaфичeско-стaтистичecкий cлoваpь Рoссийcкой Импepии», по данным на 1861 год в городе Аккерман насчитывалось 869 последователей армянской апостольской церкви, имелась одна 1 армянская церковь и 1 приходская армянская школа

## История
Точное время появления армян в Белгороде-Днестровском неизвестно. Белгород-Днестровский являлся одним из первых городов средневековой Молдавии, где сформировалась многочисленная армянская община. Согласно Симеону Лехаци, армяне переселились в Аккерман из Ани. Г. Гойлав относит наиболее ранние свидетельства о материальной культуре армян Аккермана к XI—XII векам. Первые письменные сведения об армянах в городе относятся к 1384 году, когда католикос Теодорос своим приказом переподчинил армянскую церковь в Манкармане (нынешнем Белгороде-Днестровском) львовскому епископу. Находившемуся здесь в 1459—1460 годах армянскому епископу Ннколайосу подчинялись армяне, жившие «на территории княжества воеводы Стефана», то есть в Молдавии. До захвата города турками в 1484 году Аккерман представлял собой крупный центр молдавских армян. Румынский историк Н. Георгий утверждает, что армян в Аккермане было больше, чем в Сучаве, Яссах, Хотине и других городах, хотя в последних оно достигало многих тысяч. Уже в XIV столетии, по сообщениям исторических источников, армяне имели здесь свою церковь. В отношении церкви имеются две легенды: согласно одной, церковь армянам подарил турецкий султан, который взял её у греков; согласно другой версии греческие священники за ненадобностью продали церковь армянам. В средние века, предположительно, армянских церквей в городе насчитывалось три. На территории нынешней армянской церкви Белгорода-Днестровского сохранились мемориальные плиты 1446 и 1474 годов. В XV веке значительную армянскую колонию в Аккермане зафиксировали Жильбер де Ланнуа и Донато да Леззе. Формированию армянской общины в Аккермане способствовала международная торговля, в которой армяне играли роль посредников между Западом и Востоком.

## Топонимия
На сегодняшний день одна из центральных улиц города Белгород-Днестровского называется Армянской улицей. Кроме этого в городе имеется Армянский переулок

## Галерея
Армянская церковь Успения Пресвятой Богородицы (XIV век)